# Ematurga ophthalmaria
Ematurga ophthalmaria är en fjärilsart som beskrevs av Otto Staudinger 1920. Ematurga ophthalmaria ingår i släktet Ematurga och familjen mätare. Inga underarter finns listade i Catalogue of Life.